# Atlanta Knights
Die Atlanta Knights waren ein US-amerikanisches Eishockeyfranchise der International Hockey League aus Atlanta, Georgia. Die Spielstätte der Knights war das Omni Coliseum.

## Geschichte
Die Atlanta Knights wurden 1992 als Franchise der International Hockey League gegründet. Bereits in ihrer ersten Spielzeit erreichte die Mannschaft das Playoffhalbfinale, ehe sie in der Saison 1993/94 den Turner Cup gewann. Im Finale schlug das Team aus Georgia die Fort Wayne Komets in der Best-of-Seven-Serie mit 4:2. Trainer der Knights war John Paris Jr., der als erster Afroamerikaner überhaupt ein nordamerikanisches Topteam betreute. Anschließend konnte Atlanta, das unter anderem in der Saison 1992/93 mit Manon Rhéaume die erste Frau auf der Position des Torwarts im professionellen Senioreneishockey einsetzten, nicht an diesen Erfolg anknüpfen und schieden zwischen zwei Mal in der ersten Playoff-Runde aus. Nachdem Verhandlungen zur Rückkehr eines Teams der National Hockey League nach Atlanta aufgenommen wurden und das Omni Coliseum im folgenden Jahr abgerissen werden sollte, entschieden sich die Verantwortlichen dazu, das Franchise in die Stadt Québec, umzusiedeln, wo es bis zu seiner Auflösung 1998 als Rafales de Québec am Spielbetrieb der IHL teilnahm.

## Saisonstatistik
Abkürzungen: GP = Spiele, W = Siege, L = Niederlagen, T = Unentschieden, OTL = Niederlagen nach Overtime SOL = Niederlagen nach Shootout, Pts = Punkte, GF = Erzielte Tore, GA = Gegentore, PIM = Strafminuten
| Saison  | GP | W  | L  | T | OTL | SOL | Pts | GF  | GA  | Platz        | Playoffs              |
| 1992–93 | 82 | 52 | 23 | — | 7   | —   | 111 | 333 | 291 | 1., Atlantic | Niederlage in Runde 2 |
| 1993–94 | 81 | 45 | 22 | — | 14  | —   | 104 | 321 | 282 | 2., Mid-West | Turner Cup            |
| 1994–95 | 81 | 39 | 37 | — | 5   | —   | 83  | 279 | 296 | 3., Central  | Niederlage in Runde 1 |
| 1995–96 | 82 | 32 | 41 | — | 9   | —   | 73  | 282 | 348 | 4., Central  | Niederlage in Runde 1 |

## Team-Rekorde

### Karriererekorde
Spiele: 282  Christian Campeau
Tore: 161  Stan Drulia
Assists: 191  Stan Drulia
Punkte: 352  Stan Drulia
Strafminuten: 970  Chris LiPuma